# Facundo Firmapaz
Facundo Firmapaz (Godoy Cruz, Mendoza; 28 de noviembre de 2000) es un tirador deportivo de Argentina.

## Trayectoria
Comenzó a practicar el deporte a los 10 años influenciado por su padre que es también tirador.
En 2012 fue campeón en Mar del Plata en los Juegos Nacionales Evita.
En 2016 obtuvo el primer puesto en pistola y carabina en el sudamericano realizado en Chile.
En mayo de 2017 ganó la medalla de oro en el Gran Prix realizado en Hannover, Alemania.
En julio del mismo año, se consagró campeón argentino de mayores con 16 años en el marco del Torneo Alberto Salaberry, en su especialidad rifle de 10 metros. Además, en ese torneo al obtener más de 592 puntos recibió el título de maestro tirador.
En 2018 compitió en el mundial Junior realizado en Corea del Sur, donde finalizó en el puesto 40. Y junto a Fernanda Russo, obtuvo el tercer puesto en un torneo internacional realizado en Berlín, Alemania.
Obtuvo la medalla de bronce en los Juegos Olímpicos de la Juventud de Buenos Aires 2018. Logró la tercera posición en su disciplina pese a haber sido derrotado en octavos de final pero una decisión de los árbitros le permitió seguir en carrera.